# Nogales (Arizona)
Nogales é uma cidade localizada no estado norte-americano do Arizona, no condado de Santa Cruz, do qual é sede. Foi incorporada em 1893. Faz fronteira com a cidade de Nogales, no estado de Sonora, México.

## Geografia
De acordo com o United States Census Bureau, a cidade tem uma área de 54 km², onde 53,9 km² estão cobertos por terra e 0,1 km² por água.

### Localidades na vizinhança
O diagrama seguinte representa as localidades num raio de 32 km ao redor de Nogales.

## Demografia
Segundo o censo nacional de 2010, a sua população é de 20 837 habitantes e sua densidade populacional é de 386,4 hab/km². Possui 7 260 residências, que resulta em uma densidade de 134,6 residências/km².